# إيفوزي قلمي اليد
ايفوزي قلمي اليد أو كريل قلمي اليد (الاسم العلمي:Stylocheiron) هو جنس من الحيوانات البحرية يتبع فصيلة الايفوزية من رتبة الايفوزيات.

## أنواع
- ايفوزي مختصر (الاسم العلمي:Stylocheiron abbreviatum)
- ايفوزي مترابط (الاسم العلمي:Stylocheiron affine)
- ايفوزي مسلح (الاسم العلمي:Stylocheiron armatum)
- ايفوزي جؤجؤي (الاسم العلمي:Stylocheiron carinatum)
- ايفوزي متطاول (الاسم العلمي:Stylocheiron elongatum)
- ايفوزي هندي (الاسم العلمي:Stylocheiron indicum)
- ايفوزي جزيري (الاسم العلمي:Stylocheiron insulare)
- ايفوزي طويل القرن (الاسم العلمي:Stylocheiron longicorne)
- ايفوزي أكبر (الاسم العلمي:Stylocheiron maximum)
- ايفوزي دقيق العيون (الاسم العلمي:Stylocheiron microphthalma)
- ايفوزي صلب (الاسم العلمي:Stylocheiron robustum)
- ايفوزي سومي (الاسم العلمي:Stylocheiron suhmi)